# چیدمان میز

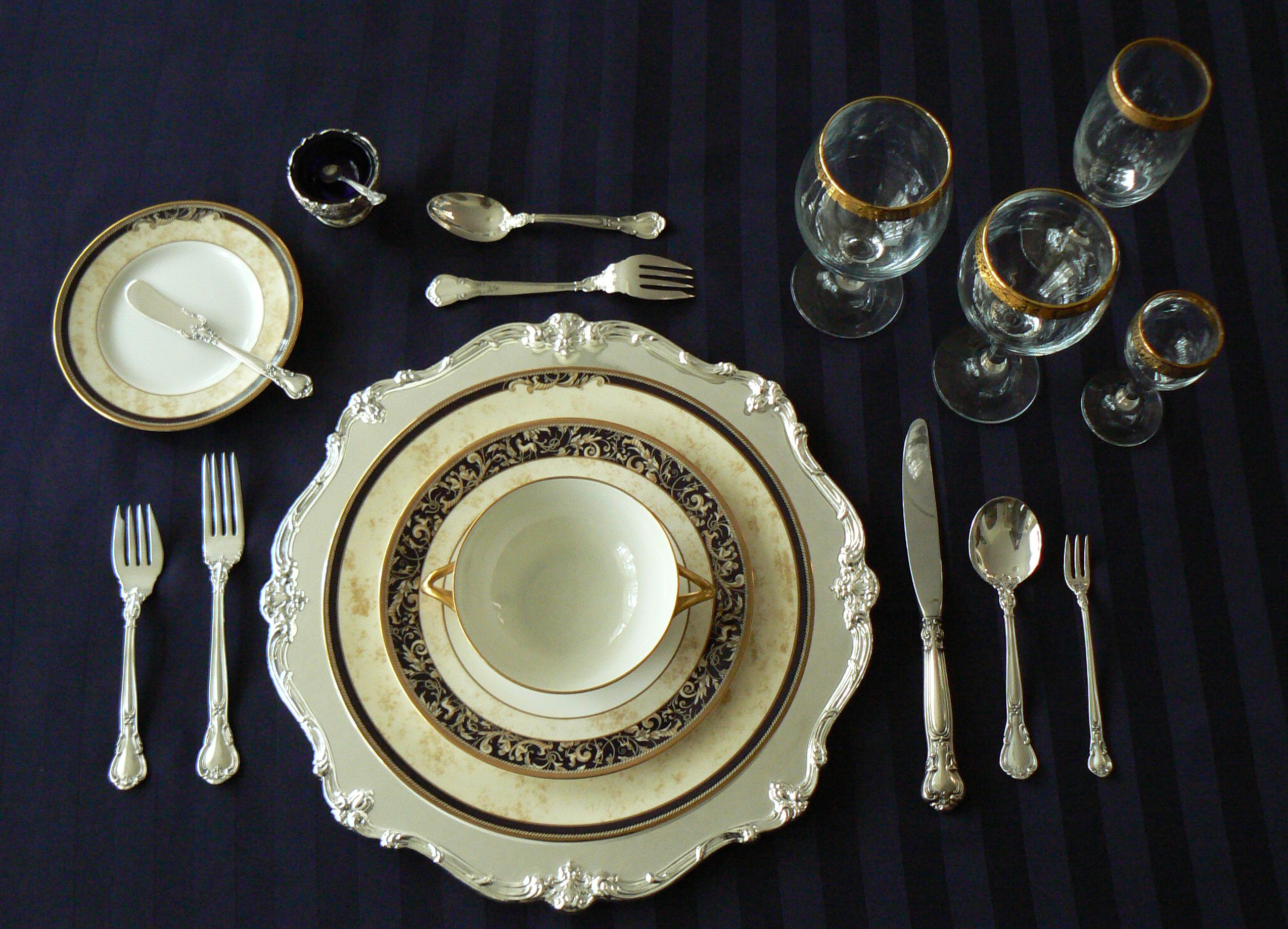
یک نوع چیدمان رسمی میز

چیدمان میز به طرز قرار گرفتن و آرایش قاشق‌ها، چنگال‌ها، کاردها، بشقاب‌ها، لیوان‌ها و هر نوع ابزار دیگر خوردن خوراک و غذا بر روی میز غذاخوری را می‌گویند. با توجه به دوره‌های تاریخی مختلف و فرهنگ‌های گوناگون چیدمان‌های میزها متفاوت است.